# Voblast de Belastok
1939–1945
La voblast de Belastok (en biélorusse : Беластоцкая вобласць, Belastotskaïa voblasts) ou oblast de Belostok (en russe : Белостокская область, Belostokskaïa oblast ; en polonais : Obwód białostocki) est une division territoriale et administrative de la république socialiste soviétique de Biélorussie, en Union soviétique. Créée en décembre 1940, elle exista de facto jusqu'en juin 1941 et fut supprimée formellement en 1945. Sa capitale administrative était la ville de Belastok (en polonais : Białystok).

## Histoire
Après la signature du pacte germano-soviétique, la partie orientale de la Pologne fut envahie par l'Armée rouge en septembre 1939, puis annexée par l'Union soviétique et rattachée à la RSS de Biélorussie en novembre 1939. Un décret du Présidium du Soviet suprême de l'URSS du 4 décembre 1939 créa la voblast de Belastok.
En juin 1941, son territoire fut envahi par l'Allemagne nazie qui y créa une vaste unité administrative dénommée district de Bialystok. Une fois toute la Biélorussie libérée par l'Armée rouge, en septembre 1944, la voblast de Belastok fut rétablie dans le cadre de la République socialiste soviétique de Biélorussie. Cependant, suivant un accord frontalier conclu le 16 août 1945 entre la Pologne et l'Union soviétique, 17 raïons, ainsi que 3 raïons de la voblast de Brest, furent rendus à la Pologne et formèrent la voïvodie de Białystok. Les autres raïons furent rattachés à la voblast de Hrodna de la RSS de Biélorussie.

## Géographie
La voblast de Belastok se trouvait à l'ouest de la Biélorussie. Elle était bordée au nord par la RSS de Lituanie, à l'est par la voblast de Baranavitchy, au sud par la voblast de Brest et à l'ouest par la Pologne, occupée par l'Allemagne nazie jusqu'en 1945.

## Administration
La voblast de Belastok était subdivisée en 24 raïons.